# Holiday Bash (2023)
Holiday Bash 2023 fue un especial de televisión que se transmitió en vivo el 20 de diciembre de 2023 por el canal televisivo estadounidense TBS como especiales de los programas de televisión semanales Dynamite y Rampage  desde el Paycom Center en Oklahoma City, Oklahoma, y Collision el 23 de diciembre desde el Frost Bank Center en San Antonio, Texas.

## Producción
Holiday Bash es un especial de televisión navideño anual producido por All Elite Wrestling (AEW) desde 2020. Si bien solo se emitió como un episodio especial del programa insignia de AEW Dynamite, el evento de 2021 lo amplió a dos, con la segunda parte transmitiéndose como un episodio especial de Rampage, que se emitió el sábado en lugar del viernes habitual. El 2022 mantuvo el formato de dos partes, pero esta vez con Rampage emitiéndose en su franja horaria habitual de los viernes por la noche, ya que no había conflicto de emisión como el año anterior. A partir de 2023 consta de una tercera parte con Collision emitiéndose en su franja horaria usual de los sábados por la noche. 

## Resultados

#### Dynamite 20 de diciembre
- Swerve Strickland derrotó a Rush por el AEW Continental Classic: Gold League.
  - Strickland cubrió a Rush después de un «Swerve Stomp».
- Mark Briscoe derrotó a Jay Lethal por el AEW Continental Classic: Gold League.
  - Briscoe cubrió a Lethal después de un «Jay Driller».
- Riho derrotó a Saraya y ganó una oportunidad por el Campeonato Mundial Femenino de AEW.
  - Riho cubrió a Saraya después de un «Somato».
  - Después de la lucha, Toni Storm confrontó a Riho siendo atacada por esta última, pero fue detenida por Mariah May.
- Roderick Strong (con Matt Taven & Mike Bennett) derrotó a Komander (con Alex Abrahantes).
  - Strong cubrió a Komander después de un «End of Heartache».
  - Durante la lucha, The Kingdom interfirió a favor de Strong.
- Jay White derrotó a Jon Moxley por el AEW Continental Classic: Gold League .
  - White cubrió a Moxley después de un «Blade Runner».

#### Rampage 22 de diciembre
- Orange Cassidy derrotó a Rocky Romero y retuvo el Campeonato Internacional de AEW.
  - Cassidy cubrió a Romero después de un «Beach Break».
- The Kingdom (Matt Taven & Mike Bennett) (con Roderick Strong) derrotó a The Hardys (Matt Hardy & Jeff Hardy) (con Brother Zay).
  - Taven cubrió a Matt con un «Roll-Up».
  - Durante la lucha, Strong interfirió a favor de The Kingdom, mientras que Zay lo hizo a favor de The Hardys.
- Skye Blue derroto a Queen Aminata.
  - Blue forzó a Aminata a rendirse con un «Dragon Sleeper».
- El Hijo del Vikingo derrotó a Black Taurus y retuvo el Megacampeonato de AAA.
  - Vikingo cubrió a Taurus después de un «630 Splash».

#### Collision 23 de diciembre
- Bryan Danielson y Claudio Castagnoli empataron sin resultado por el AEW Continental Classic: Blue League.
  - La lucha resultó en empate cuando superó el tiempo de límite de los 20 minutos reglamentarios.
- The Acclaimed (Max Caster, Anthony Bowens & Billy «Daddy Ass») derrotó a Top Flight (Dante Martin & Darius Martin) & Action Andretti y retuvieron el Campeonato Mundial en Trios de AEW.
  - Caster cubrió a Andretti con un «Roll-Up».
- Keith Lee derrotó a Brian Cage (con Prince Nana).
  - Lee cubrió a Cage después de un «Big Bang Catastrophe».
- Daniel Garcia derrotó a Brody King por el AEW Continental Classic: Blue League.
  - Garcia cubrió a King con un «Roll-Up».
  - Después de la lucha, King y The House of Black (Malakai Black & Buddy Matthews) atacaron a Garcia y Menard, pero fueron detenidos por FTR (Cash Wheeler & Dax Harwood).
- Abadon & Thunder Rosa derrotaron a Julia Hart & Skye Blue.
  - Rosa cubrió a Blue después de un «Tijuana Bomb».
  - Este fue el regreso de Rosa después de estar inactiva por 18 meses.
- Eddie Kingston derrotó a Andrade El Ídolo  por el AEW Continental Classic: Blue League.
  - Kingston cubrió a Andrade después de un «Sliding D».
  - Después de la lucha, Bryan Danielson confrontó a Kingston.